# Кежмарок (округ)
Округ Кежмарок — округ (район) Пряшівського краю в східній Словаччині з адміністративним центром в місті Кежмарок.

## Географічне розташування
На півночі межує з Польщею, на сході з Старолюбовняським округом та Сабіновським округом, на півдні з Левоцьким округом, на заході з Попрадським округом. Розташовані Врбовські пагорби; Кежмарські пагорби; Левоцька верховина; Левоцька височина; Левоцькі полонини і Ломницькі пагорби.

## Населення
| Рік:            | 1994.  | 2004.    | 2014.    | 2024.   |
| --------------- | ------ | -------- | -------- | ------- |
| Кількість осіб: | 58 966 | 65 129   | 72 570   | 75 862  |
| Різниця:        |        | +10,45 % | +11,42 % | +4,53 % |

| Рік:            | 2023.  | 2024.   |
| --------------- | ------ | ------- |
| Кількість осіб: | 75 188 | 75 862  |
| Різниця:        |        | +0,89 % |

## Населені пункти
На території Кежмарського округу знаходиться 41 населений пункт, в тому числі 3 міста: Кежмарок, Списька Бела та Списька Стара Вес, села: Абрагамовце, Бушовці, Червений Клаштор (Червений Кляштор), Гавка, Голумниця, Градисько (Градіско), Гунцовце, Ігляни, Єзерсько (Єзерско), Юрське (Юрске), Крижова Вес (Кріжова Вес), Лехниця (Лехніца), Лендак, Любиця (Любіца), Маєре, Мала Франкова, Малий Славков, Матяшовце, Млинчеки, Остурня, Подгорани, Ракуси, Рельов, Словенска Вес, Спиські Ганушівці (Спиське Ганушовце), Стара Лесна, Стране под Татрами (Стране под Татрамі), Топорець (Топорец), Тварожна, Велика Франкова (Велька Франкова), Велика Ломниця (Велька Ломніца), Влкова, Влковце, Войняни, Врбов, Виборна, Залесє (Залесьє), Жаковце. Військовий полігон «Яворина» (Яворіна) було скасовано.

## Україно-русинськагромада
- Остурня